# Keleti gorilla
A keleti gorilla (Gorilla beringei) a Gorilla nem egyik faja.

## Élettere
A keleti gorilla a 2000–3000 m feletti trópusi erdők lakója, Nyugat-Ugandában és a Kongói Demokratikus Köztársasággal határos vidékeken fordul elő.

## Alfajai
- hegyi gorilla
- Keleti síkvidéki gorilla